# 窮到發慌
《窮到發慌》是一首由台灣YouTube頻道老天鵝娛樂在2018年發布的歌曲，改編自馬來西亞歌手黃明志與華裔美籍歌手王力宏合唱歌曲《漂向北方》，用以諷刺蔡英文政府執政導致的經濟狀況。歌曲在推出後引發熱烈迴響，點閱次數超過800萬次，部分政治人物及媒體人認為這首歌曲足以影響2018年高雄市長選舉的結果。

## 歌曲
《漂向北方》是馬來西亞歌手黃明志與華裔美籍歌手王力宏合作、在2016年發表的歌曲，歌詞描述北京「低端人口」辛苦討生活的滄桑與鄉愁，獲得廣大迴響、也被多次翻唱。老天鵝娛樂在2018年9月22日發布了改編自《漂向北方》的《窮到發慌》，歌詞以台灣的民生經濟議題為題，描述台灣物價高漲、百姓低薪過勞、藍綠惡鬥的情況，並諷刺賴清德、段宜康、蔡英文、王世堅、侯友宜、蘇貞昌、林益世等政治人物的言行。
該MV由曾在《如果早知道男生也會被性侵》中飾演杰哥一角、現時以網名「鐵牛」活動的伍嘉緯出演。

## 評價
在《窮到發慌》發布的數小時後，觀看次數已經超過15萬次、一天內觀看次數超過30萬次、四天內超過65萬次、10月初已將近200萬次。歌曲獲得不少網友支持與認同，不少聽眾認為唱出了小人物的悲苦心聲，歌詞貼切反映台灣景象，既引人發噱又令人感嘆，也有網友擔心老天鵝娛樂會不會因涉及政治敏感而被執政黨關切。
民進黨台北市議員高嘉瑜認為這首歌曲渲染力很強，擔心它會影響2018年中華民國直轄市長及縣市長選舉的選情，民進黨可能因此在高雄市市長選舉中失利，並指出該屆的高雄市長參選人韓國瑜在短時間內於民進黨長期執政的高雄市聲望提高到不容小覷的地步。前總統陳水扁認為大環境確實有問題，民進黨應該調整選戰策略。
《新新聞》副社長陳東豪認為，歌曲內容雖然誇張，但確實引起共鳴且可能影響選情。新聞主播何啟聖認為這首歌反映了台灣青年的觀點，而蔡英文政府對青年處境毫不關心，韓國瑜必定能在高雄市長選舉中獲勝。
草根影響力新視野的成員元箴言投書媒體，建議中華民國總統蔡英文和行政院長賴清德親自觀看影片並傾聽青年心聲；他譴責，在野時期的民進黨和學生運動、農民運動、社會運動、環保人士站在同一陣線，但執政後的民進黨沒有讓台灣環境變得更好、反而距離民眾越來越遠，應該透過觀看影片了解百姓的想法。臺灣包袱鋪成員的投書則指出，這首歌曲反映出政客的醜惡和經濟的慘狀。退休教師蔡張坤投書媒體，表示自己能體會歌詞意境，並呼籲選民如果想改變「窮到發慌」的情況，就應該在投票日把握改變的機會，發揮投票的影響力。

## 外部連結
- YouTube上的【老鵝金曲改編】窮到發慌 （原曲：飄向北方/黃明志）feat.頑GAME、鐵牛